# Wotton (Canada)
Wotton è un comune del Canada, situato nella provincia del Québec, nella regione di Estrie.